# Echogedicht
Das Echogedicht oder Echolied ist eine lyrische Form, bei der durch einen Schlagreim (hier Echoreim genannt) ein Echo als Antwort auf eine Frage nachgebildet wird. In der Regel hat die Antwort einen verblüffenden und witzigen Charakter. Beispiel:
Was bringt die höchste Lust / von der wir wissen? Echo: Wissen.

Wie? Göttinn / sollen wir auf das stets sein beflissen?

Befiehlstu das? Echo: Thu das. Das edelst’ ist die Kunst?

Echo: Die Kunst. Und alles ist ohn sie nur Dunst: Echo: Nur Dunst.
Wie man an dem Beispiel von Johann Peter Titz sieht, kann sich der Echoreim am Versanfang, im Versinnern oder am Versende befinden oder sich als übergehender Reim auch über zwei Verse erstrecken.
Beispiele gibt es bereits in der Antike, eines der bekanntesten ist das in der Anthologia Palatina überlieferte Echogedicht des Gauradas (16,152) und Ovid verwendet das Echo als Stilmittel in der Episode von Narziss und Echo. Nachdem Angelo Poliziano die Gedichtform im 15. Jahrhundert wieder aufgegriffen hatte, blieb sie bis ins 18. Jahrhundert eine beliebte Form in der europäischen Lyrik. Im Barock kam das Echogedicht zur Blüte besonders in der Schäfer- und Hirtendichtung. Martin Opitz wertete in seinem Buch Von der Deutschen Poeterey die Echopoetik zur eigenen Gattung auf und verfasste auch eigene Echogedichte. Weitere Beispiele finden sich bei Philipp von Zesen, beim Nürnberger Dichterkreis (Johann Klaj, Sigmund von Birken, Georg Philipp Harsdörffer) und als religiöse Echolieder bei Friedrich Spee.
Nach dem 18. Jahrhundert blieb es bei der gelegentlichen Verwendung in sozialen und politischen Satiren. August Ferdinand Bernhardi gab dem Echogedicht eine neue dichtungstheoretische Interpretation und in der Romantik finden sich einige Beispiele von Echogedichten bei August Wilhelm Schlegel (Waldgespräch), Ludwig Tieck (Kaiser Octavianus) und Clemens Brentano.